# La Berthenoux
La Berthenoux é uma comuna francesa na região administrativa do Centro, no departamento Indre. Estende-se por uma área de 38,92 km². Em 2010 a comuna tinha 388 habitantes (densidade: 10 hab./km²).